# Swartbroek
Swartbroek est un village néerlandais situé dans la commune de Weert, dans la province du Limbourg néerlandais. Le 1er janvier 2006, le village comptait 880 habitants.